# Les Botigues de Mar
Les Botigues de Mar és un barri del municipi d'Altafulla protegit com a bé cultural d'interès local. Construït en el segle xviii fruit del desenvolupament econòmic del comerç marítim de la vila. Per aquest motiu s'hi construïren vora el mar aquesta barriada on els comerciants guardaven les mercaderies i els pescadors i mariners les xarxes i els aparells nàutics. Com a conseqüència de l'onada d'urbanitzacions turístiques, les botigues han anat desapareixent, gairebé totes, amb excepció de les cases que ocupen la primera línia de mar, que conserven encara la fesomia de les antigues botigues.

## Descripció
Al segle xviii, i a conseqüència del desenvolupament econòmic de la classe comercial i de les necessitats de la gent de mar, sorgí el barri marítim de les "Botigues de Mar".
El nom en què és coneguda la barriada no pot ser més exacte, ja que les construccions inicials no eren altra cosa que magatzems de planta baixa on els comerciants guardaven les mercaderies i els pescadors i mariners, les xarxes i els aparells nàutics.
A les botigues no hi va habitar ningú fins als primers decennis del segle actual, quan alguns magatzems foren habilitats amb aquest fi.

## Història
Actualment, i a conseqüència de l'onada d'urbanitzacions turístiques, les botigues han anat desapareixent, gairebé totes. Sortosament la primera línia de cases vora el mar conserva el regust i l'estil de les primitives botigues.
Al mateix passeig marítim i seguint la filera i traçat de les primitives botigues, es conserva una casa de grans proporcions, planta baixa i dos pisos damunt una gran torre quadrada, que sorprèn per l'arc que la uneix a les cases de l'altre costat. Aquest arc és un dels camins d'accés al passeig marítim, donant-li un cert aire de fortalesa.